# Albert Vandal

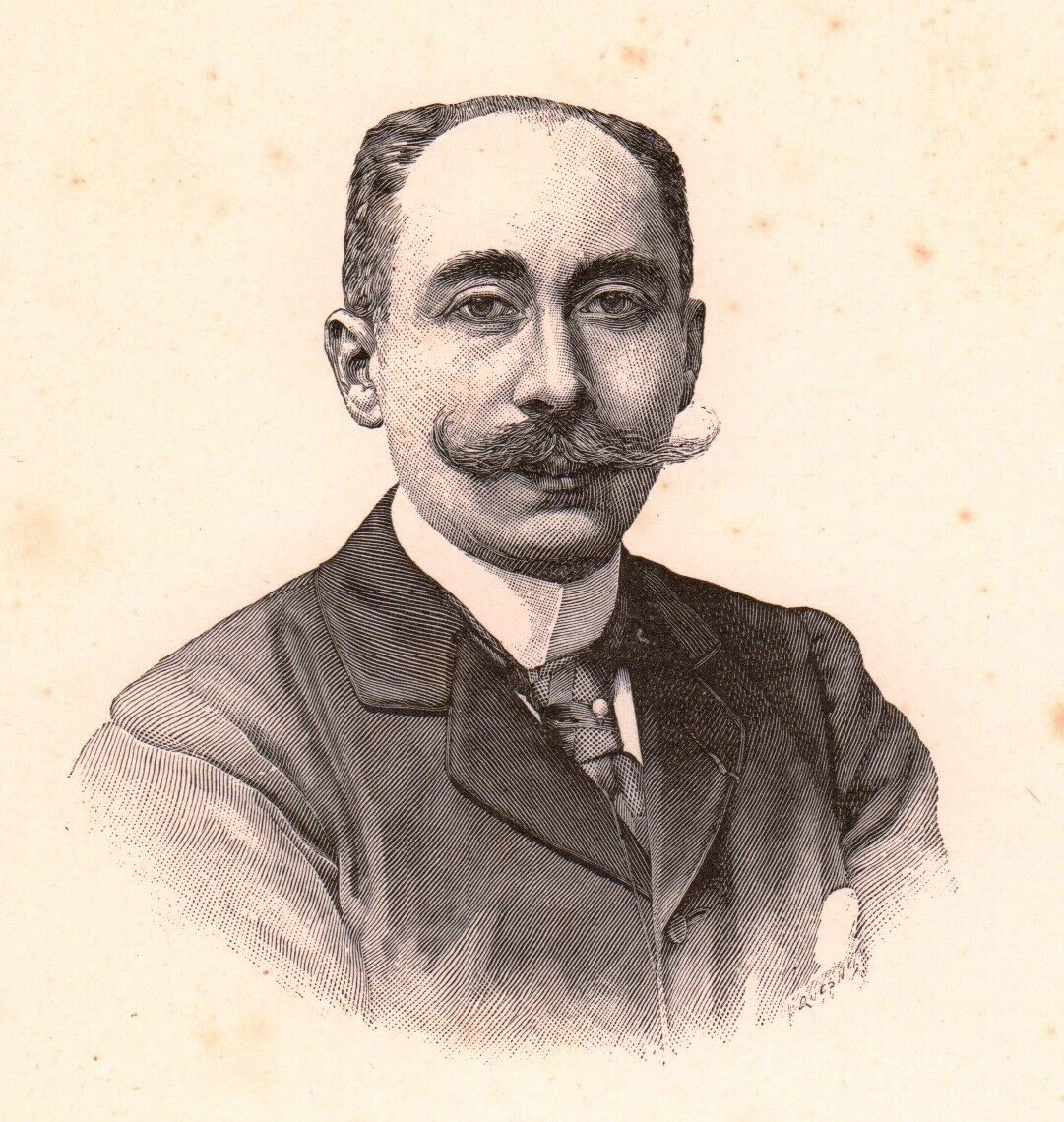
Albert Vandal

Albert Vandal (* 7. Juli 1853 in Paris; † 30. August 1910 ebenda) war ein französischer Historiker und Mitglied der Académie française.

## Leben
Vandal entstammte einer Familie von Staatsbeamten. Er wuchs in Paris auf und besuchte das Lycée Bonaparte. Er studierte Rechtswissenschaft (Licence 1873, Promotion 1879), machte 1873 Militärdienst und unternahm 1875 eine Reise durch Schweden und Norwegen, über die er 1876 ein Buch veröffentlichte. 1877 wurde er Auditor im Staatsrat, den er 1886 (wegen mangelnder Beförderung aus politischen Gründen) wieder verließ.
Nach seinem ersten Geschichtswerk über die französisch-russische Diplomatie unter Ludwig XV. (erschienen 1882) wurde er von Émile Boutmy als Lehrer für Diplomatiegeschichte für die École libre des sciences politiques gewonnen. Nach Arbeiten über die Diplomatiegeschichte des Nahen Ostens publizierte er von 1891 bis 1896 eine gewichtige Darstellung der napoleonischen Russlandpolitik, die ihm 1897 den Sitz Nr. 11 in der Académie française einbrachte. Im gleichen Jahr kritisierte er in scharfer Form die türkische Politik der Vernichtung der Armenier. Seine große Darstellung des Aufstiegs Napoleons blieb Torso, weil er darüber 1910 im Alter von 57 Jahren verstarb.
Vandals Bücher wurden in mehrere Sprachen übersetzt, nicht aber ins Deutsche.

## Werke (Auswahl)
- En karriole à travers la Suède et la Norwège. Plon, Paris 1876.
- De la Loi Cincia, en droit romain. Des Libéralités aux établissements publics, en droit français. Derenne, Paris 1879.
- Louis XV et Élisabeth de Russie. Étude sur les relations de la France et de la Russie au XVIIIe siècle, d’après les archives du ministère des affaires étrangères. Plon, Paris 1882.
- Le Pacha Bonneval. Cerf, Paris 1885. (über Claude Alexandre de Bonneval)
- Une ambassade française en Orient sous Louis XV. La mission du Marquis de Villeneuve, 1728–1741. Plon, Paris 1887.
- Napoléon et Alexandre Ier. L’alliance russe sous le premier Empire. 3 Bde. Plon, Paris 1891–1896.
  - 1. De Tilsit à Erfurt. 1891.
  - 2. Le second mariage de Napoléon. Déclin de l’alliance. 1893.
  - 3. La rupture. 1896.
- L’Odyssée d’un ambassadeur. Les voyages du marquis de Nointel, 1670–1680. Plon, Paris 1900.
- L’avènement de Bonaparte. Plon, Paris 1902–1907.
  - 1. La genèse du Consulat. Brumaire. La Constitution de l’an VIII. 1902
  - 2. La République consulaire. 1800. 1907.